# Joseph Cantillion
Joseph Marie Jean Antoine Cantillion, né le 6 mai 1857 à Diest et décédé inopinément le 17 avril 1904 , est un homme politique catholique belge.

## Biographie
Joseph Cantillion est docteur en droit (1879, Université catholique de Louvain), ensuite avocat au barreau de Louvain. Il dirigea le commerce de son beau-père Karel de Mulié-Vercruysse ; fondateur et dirigeant de De Gilde van Ambachten en Neringen van Kortrijk, dirigeant de la caisse de pensions catholique Bond der Lijfgilden van 't Kortrijksche.
Il est élu sénateur de l'arrondissement de Courtrai-Ypres (1901-mort) en suppléance de Paul de Bethune.

## Généalogie
- Il est fils de Joseph (1831-1894) et de Marie Roebens (1826-1911).
- Il épouse en 1876 Julie de Mullie.
  - Ils ont huit enfants, Carlos (1877-?), Antoine (1878-?), Agnès (1879-?), Clotilde (1880-?), Gabrielle (1881-?), Hélène (1882-?), Paula (1883-?), Antoinette (1884-1949).

## Sources
- Bio sur ODIS